# 山内美加
山内美加（日语：／ Yamauchi Mika，1969年10月7日—），日本女子排球运动员。她曾代表日本国家队参加1992年和1996年夏季奥林匹克运动会排球比赛，分别获得第五名和第九名。